# Monte dell'Oro
Monte dell'Oro o anche Ridotto Monte dell'Oro è un isolotto (0,13 ha) della Laguna Veneta settentrionale, prossimo all'isola di Sant'Ariano. Il nome rimanda ad un'antica leggenda, riportata dal Paoletti, secondo la quale Attila, dopo aver distrutto Altino, sarebbe rimasto impantanato nelle barene della laguna e avrebbe perduto i suoi inestimabili tesori, custoditi in carri poi sprofondati nel fango.
La zona fu abitata dai profughi dell'entroterra che vi eressero un monastero benedettino, ed una chiesa, dedicata a San Cataldo. Sembra inoltre che qui sorgesse anche il seminario della Diocesi di Torcello. La zona decadde nel tardo medioevo e fu poi utilizzata per costruirvi delle semplici postazioni militari.
Nel 1848 gli insorti veneziani vi costruirono un forte vero e proprio, ampliato più tardi dagli austriaci. Di questo, utilizzato dall'esercito italiano durante la prima guerra mondiale, oggi non resta che un bastione, mentre non vi è traccia degli edifici precedenti.
L'isola è tuttora di proprietà del Demanio dello Stato.